# Badrutt’s Palace

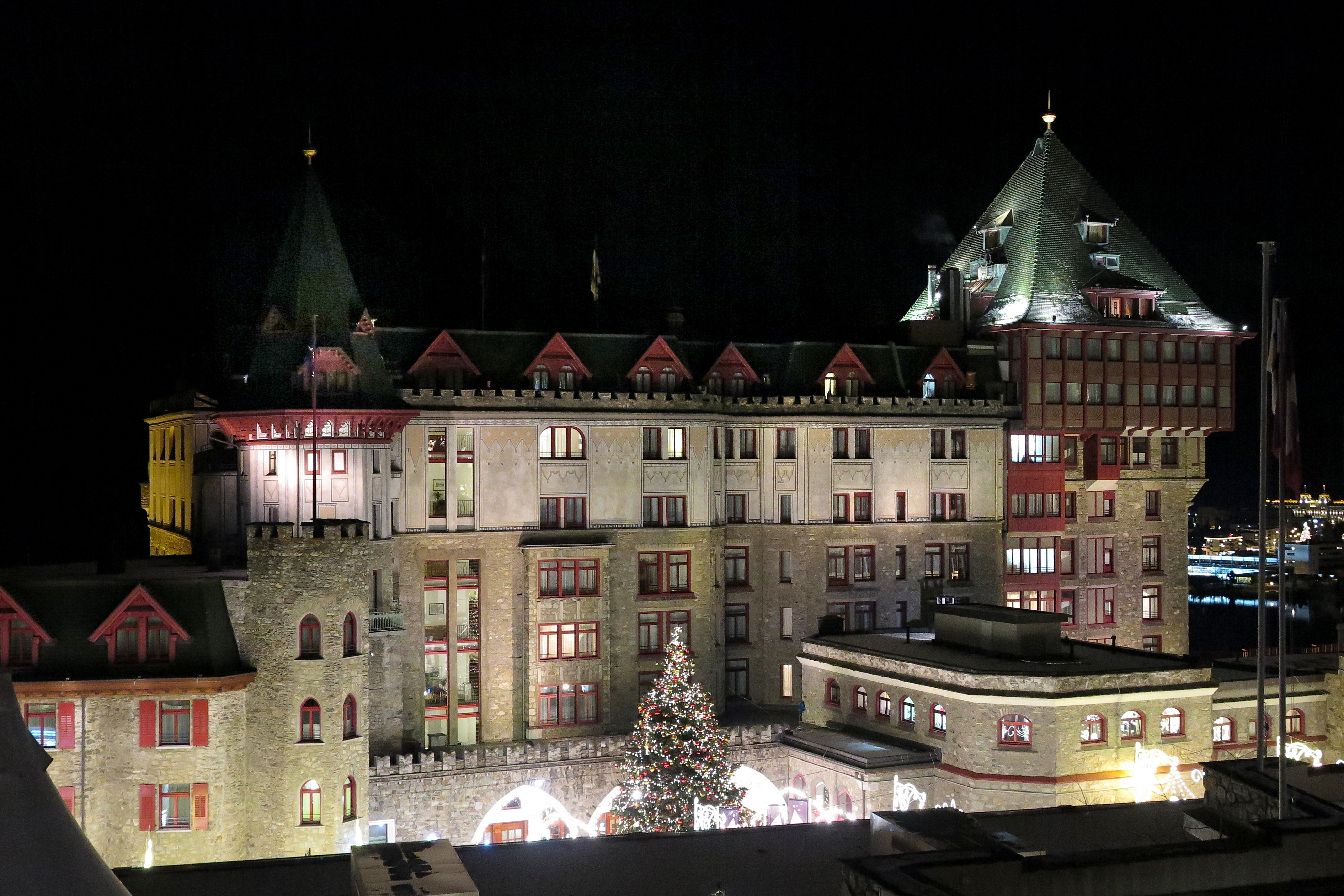
Badrutt’s Palace Hotel

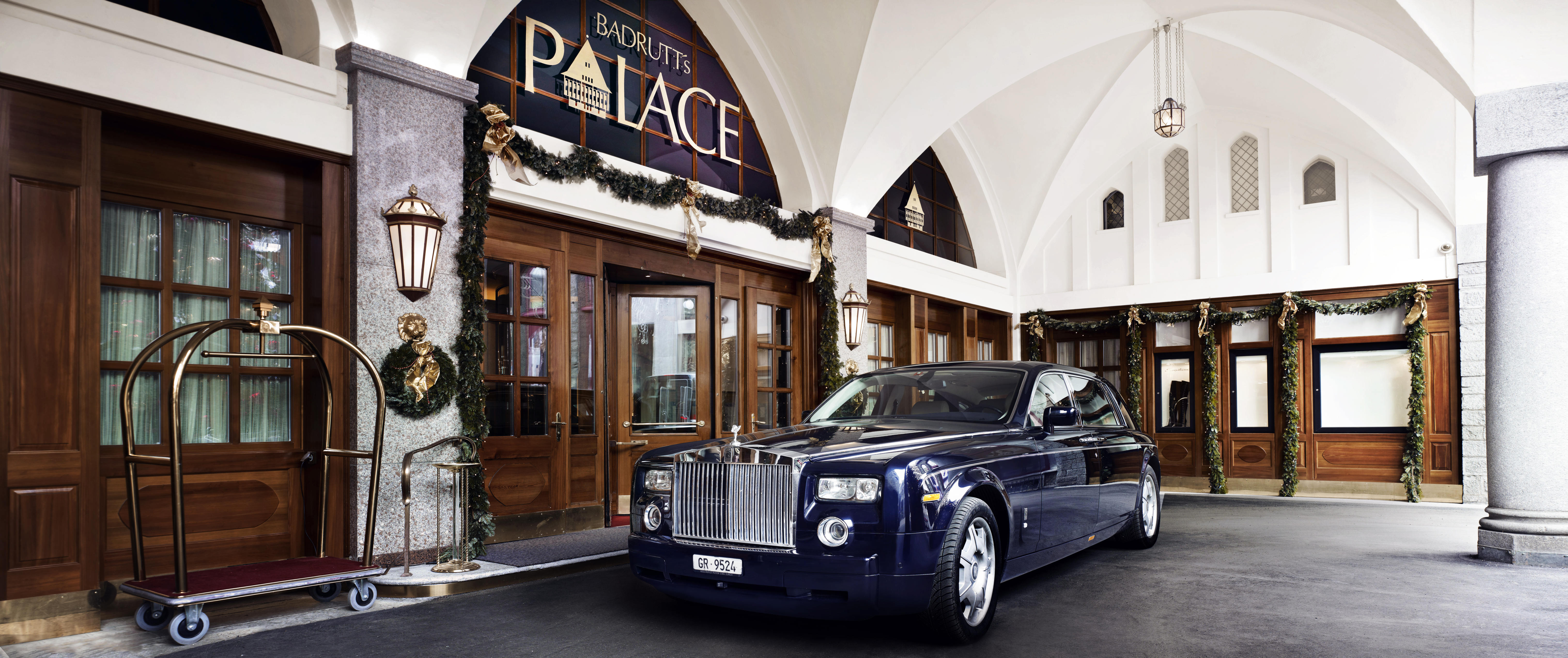
Eingangsbereich

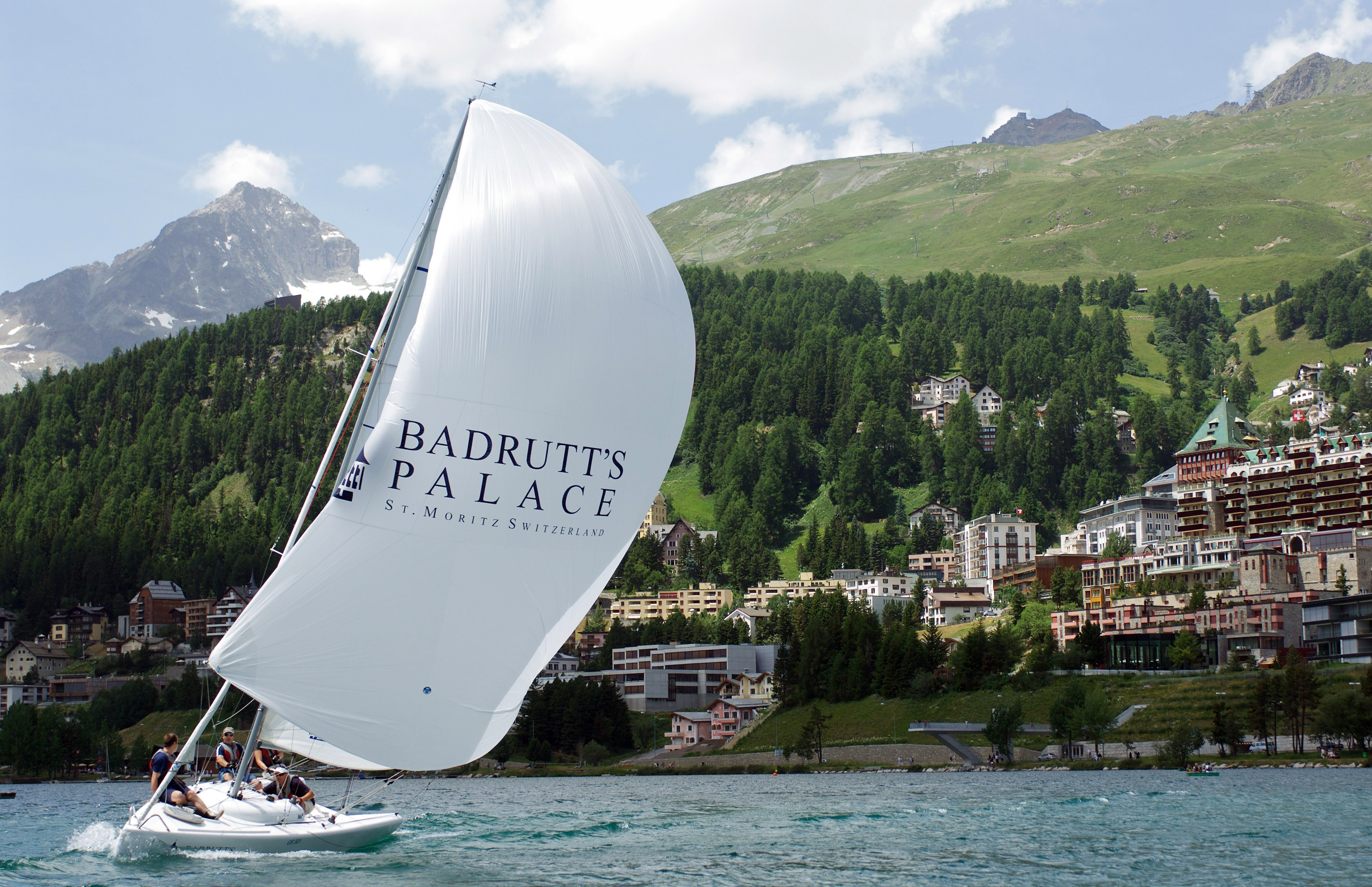
Hoteleigenes Segelboot. Am rechten Bildrand ist ein Teil von Badrutt’s Palace zu sehen

Das Badrutt’s Palace Hotel in St. Moritz ist ein 5-Sterne-Hotel mit Blick auf See und das Ski-Gebiet Corviglia. Es wurde 1896 eröffnet und hat heute 155 Gästezimmer, davon 43 Suiten. Das Badrutt’s Palace Hotel gehört zu den «Swiss Historic Hotels», den «Swiss Deluxe Hotels» und den «Leading Hotels of the World». Mehrheitsaktionärin ist, nach dem Tod ihres Mannes Hansjürg († 29. November 2016), Anikó Badrutt. Das Hotel verfügt über zehn verschiedene Restaurants, drei Bars und einen Club.

## Geschichte
1864 kaufte Caspar Badrutt, Sohn des Bündner Hotelpioniers Johannes Badrutt, das Hotel «Beaurivage» und liess es vom Zürcher Architekturbüro Chiodera und Tschudy 1892 zum heutigen «Badrutt’s Palace Hotel» umbauen. Offiziell eröffnet wurde das Haus 1896. Zwei Jahre später übernahm Caspars Sohn Hans Badrutt die Geschäftsführung. Der Westflügel des Hotels und eine Tennishalle, das heutige «King’s Social House», wurden 1910 nach Plänen des Architekten und führenden Vertreters der frühen Heimatschutzbewegung in Graubünden, Nicolaus Hartmann ergänzt.
1912 wurde im Dachgeschoss des Hotels eine Tennishalle angelegt, die von Anfang an auch für Bankette und andere besondere Anlässe genutzt wurde. Es war die erste Indoor-Anlage Europas. In den 1960er Jahren geriet sie mehr und mehr in Vergessenheit und wurde als Stuhllager genutzt. Seit der Wintersaison 2014/15 ist dort ein Lokal eingerichtet.
1935/1936 kaufte die Familie die «Chesa Veglia» und baute sie zu einem Restaurant um. Nach dem Tod von Hans Badrutt übernahm seine Witwe Helene 1953 zusammen mit ihrem Stiefsohn Andrea (1910–1998) die Leitung des Hotels. Als sie 1960 starb, stieg ihr Sohn Hansjürg Badrutt (1930–2016) in die Geschäftsführung ein. 1967 brannte der Turm des Hotels ab; er wurde ein Jahr später neu aufgebaut, 1969 an Gunther Sachs vermietet und vom Künstler Andy Warhol eingerichtet. 1969/1970 kamen ein Schwimmbad und ein Fitnesscenter hinzu. 1981 bis 1984 wurde das Hotel um einen Anbau mit Eigentumswohnungen und Suiten erweitert.
1999 übernahm die amerikanische Hotelgruppe «Rosewood Hotels & Resorts» die Leitung des Hauses. Im selben Jahr begannen umfangreiche Renovierungsarbeiten. Im Jahr 2000 wurden ein Fitness-Club und ein Spa-Bereich eröffnet. 2002 wurde in der Via Serlas unterhalb des Hotels die Shopping-Zeile «Serletta» mit internationalen Läden eröffnet, später umbenannt in «Palace Galerie». 2003 wurde die 280 m2 grosse «Hans Badrutt Suite» fertiggestellt. Die «Helen Badrutt Suite» mit Marmorbädern umfasst 250 m2.
Die Rosewood-Gruppe zog sich im April 2003 wieder aus dem «Badrutt» zurück. Seit 2004 leitete der Hoteldirektor und Verwaltungsratsdelegierte Hans Wiedemann gemeinsam mit dem General Manager Yves Gardiol das Traditionshotel. Die kinderlosen Eigentümer, Hansjürg und Aniko Badrutt, vermachten Hans Wiedemann 2006 (notariell 2008) in ihrem Testament ihren Zwei-Drittel-Anteil am Unternehmen. 
Seit 2018 ist Richard Leuenberger Managing Director des «Badrutt’s Palace Hotels». Hans Wiedemann zog sich aus der Hoteldirektion zurück und widmet sich seiner Aufgabe als Delegierter des Verwaltungsrates der «Badrutts Palace Hotel AG».

## Trivia
In dem Schweizer Film «Palace Hotel» von 1952 diente das Hotel als Kulisse für die Aussenaufnahmen.